# Radio Air Libre
Radio Air Libre est une radio libre associative bruxelloise. Elle émet à Bruxelles et dans sa région sur la fréquence 87,7 MHz en FM.

## Historique

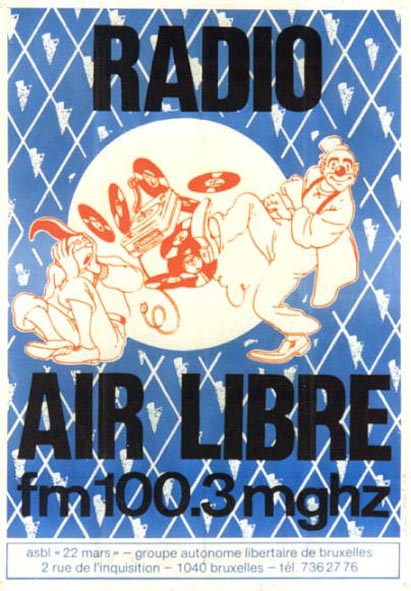
Une affiche éditée en soutien par le journal Alternative libertaire en 1980.

Elle naît en Belgique en 1980 alors que le combat des radios libres (alors pirates) pour la libération des ondes fait rage. Elle a émis successivement sur les fréquences 100,3 MHz, 105,5 MHz, 104,7 MHz, 107,6 MHz et 87,7 MHz.
Lorsque, après de nombreux combats qui se soldent par des arrestations et la saisie de matériel, l'État belge concède une tolérance quant à la présence de radios autres que les radios d'État, sur la bande FM, Radio air libre devient une des principales radios d'expression. Elle ouvre son antenne à celles et ceux qui n'ont pas voix au chapitre dans les médias, elle offre une information critique, propose un programme créatif et une grande diversité d'émissions. Elle émet en plus de six langues.

## Identité
Alors que progressivement les radios commerciales colonisent la bande FM, que ces radios se constituent en réseaux commerciaux (tels FUN, NRJ, Radio Contact et autre Nostalgie), Radio Air Libre reste sans concession quant à sa complète indépendance. Elle refuse toute compromission commerciale, ne passe aucune publicité, n'est sponsorisée par personne. Elle vit uniquement des cotisations de ses membres (techniciens et animateurs sont tous volontaires) et des dons de sympathisants et d'auditeurs. Plus récemment, quelques projets d'émissions ponctuelles sont financés par de l'argent public qui permet au réalisateur de l'émission de verser une cotisation plus importante à la radio libre.
En outre, Radio air libre partage sa fréquence avec radio 1180 et RZAB.
Radio 1180, ainsi nommée parce que 1180 est le code postal de la commune d'Uccle, est la radio des comités de quartier d'Uccle. Elle émettait jadis sur sa propre fréquence, mais la réglementation qui a progressivement structuré l'accès à la bande FM l'a fait disparaître.
RZAB, anciennement les Radios Z'Alternatives de Bruxelles, est pionnière dans le combat pour la libération des ondes. Déjà radio libre pirate en 1978, elle finit par disparaître dans des conditions similaires à 1180, ceci en plus qu'elle subissait une forte répression politique.

## Actualité
En 2008, Radio air libre est reconnue comme radio d'expression pour une période de 9 années et est inscrite au plan de fréquences avec deux autres radios associatives à Bruxelles : Radio Panik et Radio Campus Bruxelles.